# Organizzazioni paramilitari sioniste
Sotto l'espressione Organizzazioni paramilitari sioniste vanno ricondotte tutte quelle organizzazioni sioniste che, durante il XX secolo, nella Palestina mandataria, lottarono armi alla mano per concretizzare l'ideale di istituire un nuovo Stato d'Israele.
Per fare ciò fu considerato necessario organizzare gruppi armati che fossero in grado di difendere l'Yishuv e di combattere quanti a questo disegno s'opponevano: la potenza mandataria e l'elemento arabo indigeno.
I gruppi che si costituirono lungo gli anni 1920-1948 furono:
- Bar-Guiora
- FOSH
- Haganah
- Hashomer
- Hish
- Irgun
- Lehi (noto anche come Banda Stern
- Legione Ebraica
- Mikvé-Israel
- Nili
- Palmach

I gruppi cessarono di operare nel momento in cui fu proclamato lo Stato d'Israele e molti dei suoi militanti entrarono a far parte delle Forze di Difesa Israeliane (o Tsahal).